# 第32軍司令部壕

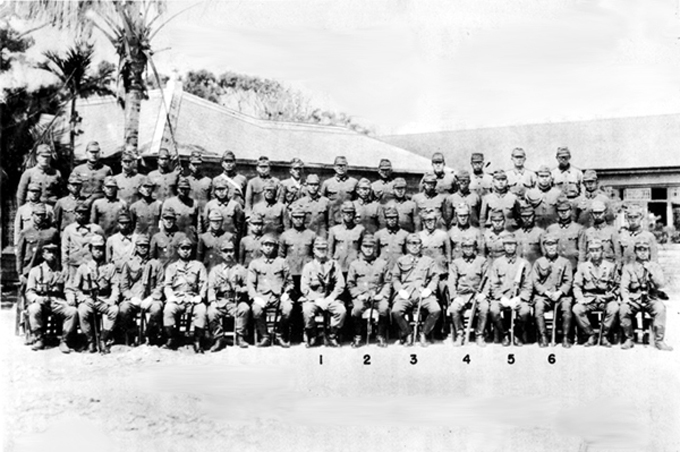
第32軍（1945年2月頃撮影）1.大田実海軍中将 2.牛島満第32軍司令官 3.長勇第32軍参謀長 4.金山均歩兵第89連隊長 5.北郷格郎歩兵第32連隊長 6.八原博通高級参謀 (沖縄県公文書館所蔵)

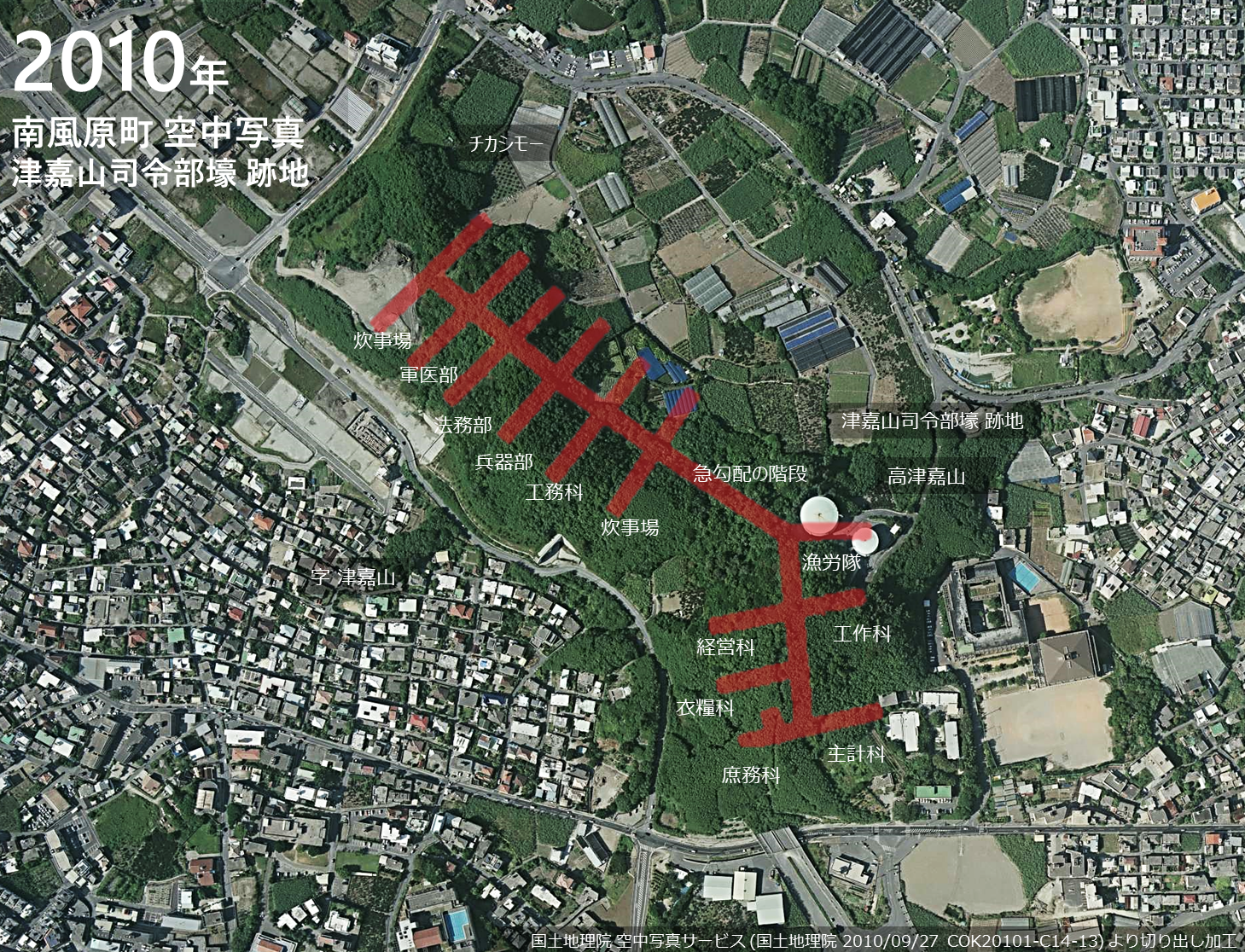
高津嘉山の津嘉山司令部壕跡地。

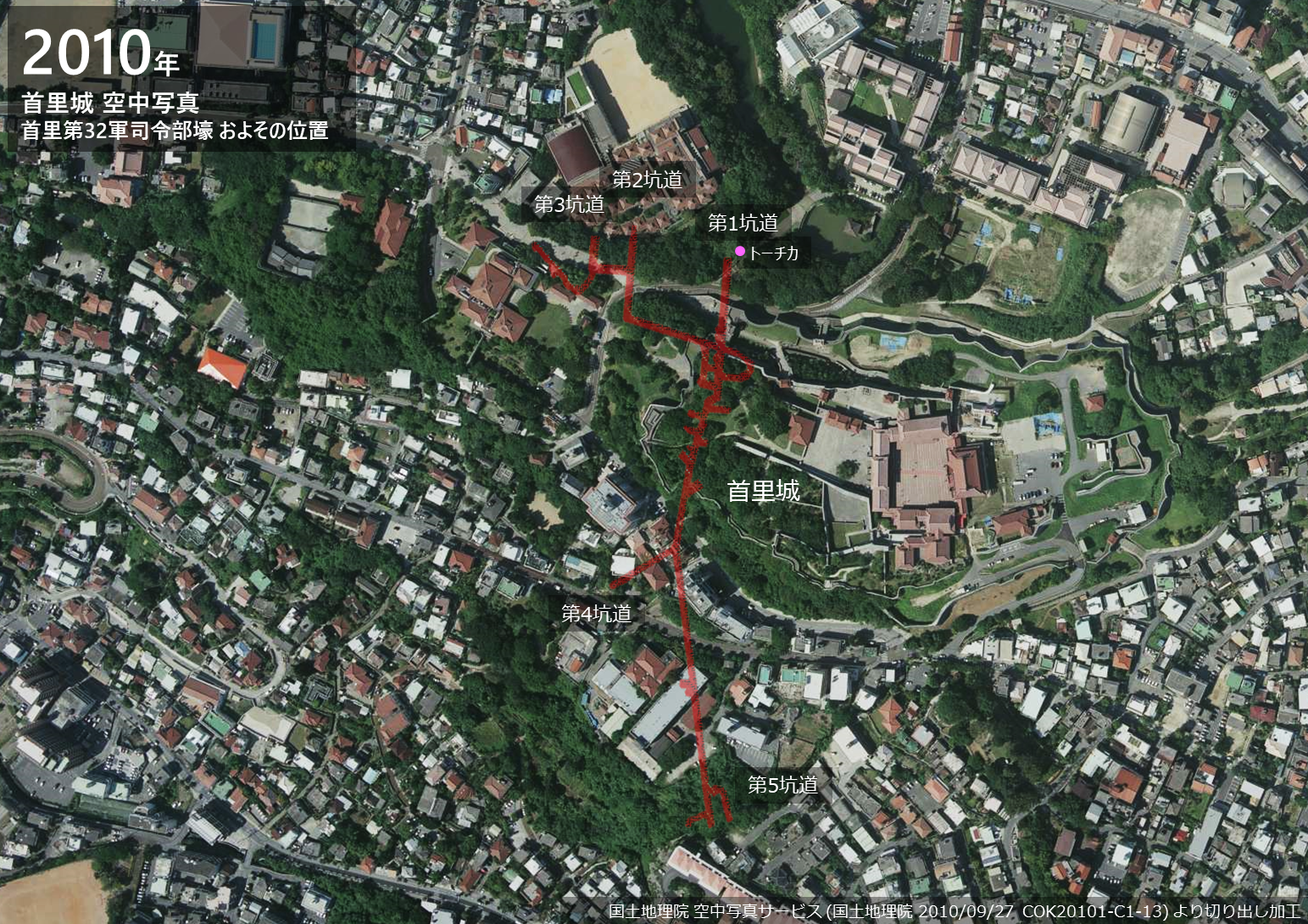
首里司令部壕のおよその位置。

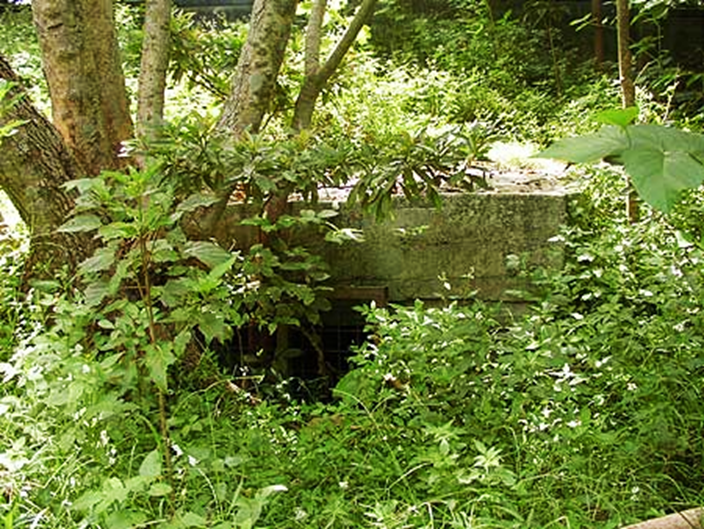
首里城の弁財天堂にある第一坑口周辺の掩蔽壕。

第32軍司令部壕（だいさんじゅうにぐんしれいぶごう）は、第二次世界大戦末期、1944年3月22日に沖縄で編成された旧日本陸軍第32軍の司令部が置かれた壕。首里城地下や摩文仁の壕が名高いが、首里城地下は沖縄戦跡としては初の県指定史跡となっている。

## 概要
第32軍は連合軍の上陸と地上戦を想定し、1944年夏頃から地下壕の構築を急いだ。当初の地下壕は南風原町津嘉山に予定されたが、十・十空襲後に地盤のもろさが指摘され、その後、首里城の下に地下壕の構築を急いだ。1945年3月に首里移転を完了するが、シュガーローフの戦いなどで首里防衛線が崩壊すると、1945年5月27日に首里から撤退、津嘉山壕を経由し、30日に糸満市摩文仁の岸壁にある摩文仁壕へと南下した。その摩文仁の司令部壕も国吉、与座岳・八重瀬岳の戦闘後に米軍に包囲され、6月23日に陥落した。
| 陸軍 | 第32軍司令部壕 | 南風原町 津嘉山司令部壕 | 1944年夏頃から建設開始、十・十空襲で首里に移転 |
| 陸軍 | 第32軍司令部壕 | 那覇市 首里城           | 1945年5月27日に南部に撤退                      |
| 陸軍 | 第32軍司令部壕 | 摩文仁                  | 1945年6月23日陥落                              |
| 海軍 | 旧海軍司令部壕 | 小禄                    | 1945年6月13日陥落                              |

## 第32軍の創設
1944年3月22日。大本営は沖縄島および南西諸島における航空基地の守備を主任務とする陸軍第32軍 (沖縄守備軍)を創設した。海軍もこれに呼応し沖縄方面根拠地隊と第4海上護衛隊を編成した。3月25日、福岡で編制が開始され、渡辺正夫中将が初代司令官に、北川潔水少将が参謀長に就任、沖縄での航空基地建設を指揮した。第32軍の創設当初、軍の司令部は4月2日に那覇市安里の養蚕試験場内におかれた。7月8日 長勇少将が参謀長に、また8月10日には牛島満中将が司令官に着任した。 当初の航空作戦から、連合軍の上陸と地上戦を想定して各種陣地壕の構築を急いだ。
1945年1月21日、第32軍は沖縄師範学校の校舎を接収し、司令部や参謀部、管理部等をそこに移転した。さらに3月23日には首里城の地下に司令部を移した。

## 津嘉山司令部壕
1944年9月、南風原町津嘉山の地元の住民や学徒 (県立工業学校生) を大量に徴用し24時間体制でツルハシやスコップを使っての壕掘り作業を開始した。第三紀泥岩（クチャ）で形成された高津嘉山とチカシ毛の丘陵は掘削作業を比較的容易なものにさせ、一本の主抗に数本の副抗がつながる縦横2ｍの総全長2,000mにわたる壕が構築された。十・十空襲で、津嘉山の天盤の強度に不安が生じたことや地形的に戦場全体を把握できる場所にはないことから、11月に津嘉山壕所の開設延期を決定、12月3日に首里司令部壕の建設計画を決定した。その後、津嘉山壕には経理部、兵器部、法務部など後方支援の壕として使用され、ひめゆり学徒も動員された。
1945年5月27日、首里防衛線の崩壊から首里を撤退し南下を始めた第32軍司令部は、途中に津嘉山壕を経由し、30日に摩文仁の壕に到着した。司令部が津嘉山司令部壕を使用したのは、実質的にこの5月27日から29日までの2日間であった。
戦後は入り口が埋もれ正確な位置がわからなくなっていたが、国道505号線津嘉山バイパス工事調査の際、失われていた坑道入り口が発見され、2006年7月15日に一般公開されたが、その後埋め直された。トンネル工事により除却された部分があるという。

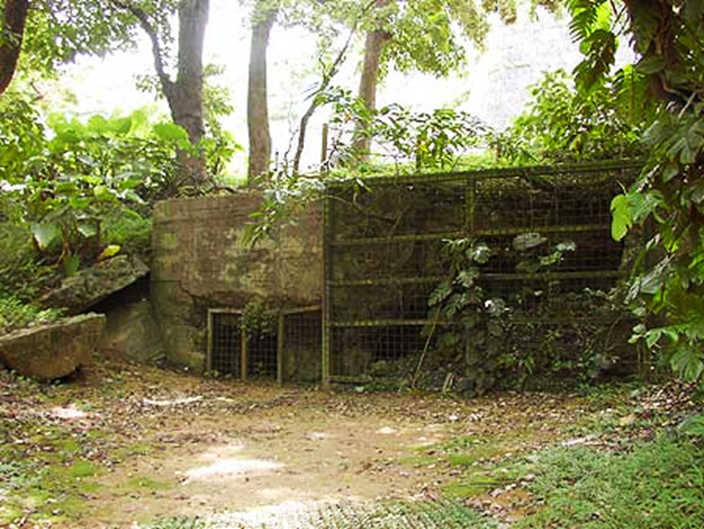
守礼門の下側にある第一坑口周辺の通信所跡。ハンタン山にある。電信第36連隊が使用していた。

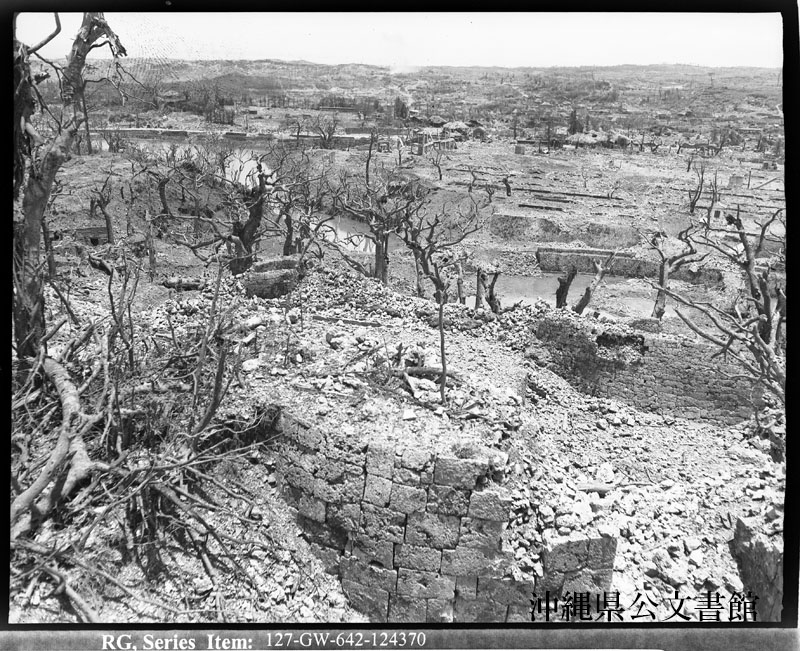
瓦礫となった首里城の城壁。(米海軍撮影 1945年5月) 沖縄公文書館所蔵

## 首里司令部壕
1944年12月3日、第32軍は琉球石灰岩の固い地層と周囲が見渡せる高台の地理により首里城地下に司令部壕移転を決定、12月9日から突貫工事で構築を開始した。首里城の地下30ｍを東西に横断するようにして5つの坑口を持つ長さ1,000ｍの地下壕が構築された。岡山中部第52部隊や沖縄師範学校鉄血勤皇隊の学徒200名、また女性たちも構築に動員された。

1945年3月23日、連合軍が南西諸島全域への激しい空襲を開始した同日、第32軍司令部が首里司令部壕に移動。24日には長勇参謀長が壕入り口に、「天巌戸戦闘司令部」と書かれた木札を掲げ、本格的な運用が始まった。
第5坑口では、スパイと疑われた住民の処刑がよく行われていたという。
5月、首里防衛線の崩壊で第32軍司令部は南下を決定した。27日に首里から撤退した。撤退する当日まで、壕完成のための作業は続けられていたという。撤退時に壕内の各所が爆破され、第32軍司令部は津嘉山を経由して30日に摩文仁壕に移動した。31日に首里を占拠した米軍は、司令部を追って南下する。多くの住民の避難場所となっていた喜屋武半島に司令部が南下したことで、その後のおびただしい犠牲を生み出すことになった。
首里城にあった多くの文物は、首里司令部壕建設に伴い首里城の文物など多くが移転などの保存措置をとられることなく、また多くの施設が日本軍によって接収されたため、沖縄戦が激化すると尚家邸となっていた中城御殿の職員数人が王冠や「おもろさうし」を含む宝物を敷地内の壕に隠した。沖縄戦で中城御殿は焼失し、隠してあった王家の文物は持ち出され、戦利品としてアメリカに流出した。
多くの観光客が訪れる首里城の下に、ひっそりと司令部壕の坑道が封鎖されている。周辺には小さな立て看板の他には、ほとんど目立つものがない。大田昌秀知事の時代には、沖縄戦後50年記念事業として司令部壕保存の立案がなされたが、その後の仲井眞県政で立ち消えとなった。歴史学者でもある大田知事は元沖縄師範学校鉄血勤皇隊「千早隊」として司令部壕に出入りした経験を持つ。
現在、沖縄県は「第32軍司令部壕保存・公開検討委員会」を立ち上げ、司令部壕の保存と公開を視野に入れた取り組みを始めている。沖縄タイムスは3Dと証言記録を組み合わせた司令部壕保存特設サイト「知る32軍壕」を公開した。第1から第5までの坑道のうち、現在特定できているのは那覇市立城西小学校側の第2第3坑口、および県立芸術大学首里金城キャンパス側にある第5坑口。現在、沖縄県は2025年の第5坑口の一部公開を、また未だ特定できていない首里城の第1坑口は2026年予定の首里城再建に合わせた公開を目指す方針を示した。守礼門近くにあるとされる第1坑口は、1945年4月に、米軍の空襲で埋没したとの証言が残るが、落盤が激しく正確な坑道は特定できていない。

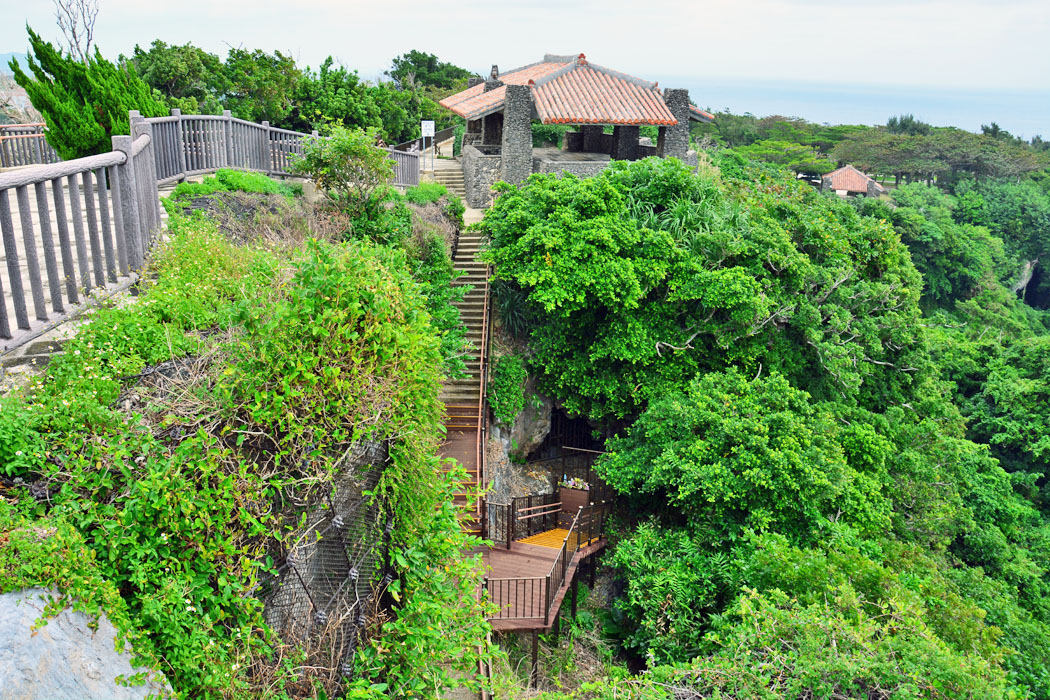
摩文仁の展望台 (上)と、摩文仁の司令部壕跡 (下)。

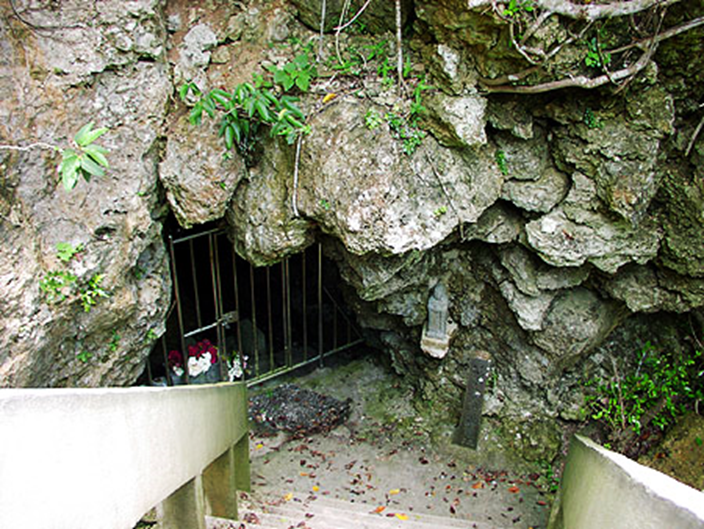
摩文仁司令部壕の献花台。

## 摩文仁司令部壕
1945年5月30日、津嘉山司令部壕を出発した司令部はその日のうちに糸満市摩文仁の壕に到着した。人工的に掘りこまれた横穴で、第89連隊第2中隊の陣地壕として使用されていたが、のちに第32軍司令部が移転してきたもの。総延長は約100m。6月18日、牛島司令官は「諸子は祖国のために最後まで敢闘せよ。生きて虜囚の辱めを受けることなく、悠久の大義に生くべし」と、捕虜になることなく戦闘を続けることを命ずる最期の電文を送り、6月23日 (或いは22日)、長勇少将と共にここで自死した。作戦参謀の八原博通は、民間人の服装に着替えて壕を脱出し、26日、具志頭の壕で民間人として投降した。
平和祈念公園がある摩文仁の丘の展望台からがけ下に壕の入り口があるが、現在、鉄柵の扉が設置されており、中に入ることは出来ない。

## 参考項目
- 沖縄の旧日本軍施設 > 旧海軍司令部壕
- 沖縄タイムス「知る32軍壕」3Dと証言